# Antoni Rząd
Antoni Rząd (ur. w 1865 w Gałęzowie, zmarł 1 lipca 1940 w Warszawie) – polski lekarz pediatra, działacz społeczny i spółdzielczy, poseł do Dumy Państwowej I i III kadencji, poseł na Sejm Ustawodawczy.

## Życiorys
W 1892 ukończył studia na Wydziale Lekarskim Uniwersytetu Warszawskiego, po czym specjalizował się w zakresie pediatrii na uniwersytecie w Berlinie. Po krótkim pobycie w Krasnymstawie pracował w Łodzi. Kierował tam Uniwersytetem Ludowym i współorganizował Polską Macierz Szkolną (zasiadał w ogólnopolskich władzach tej organizacji). W 1910 współtworzył Bank Towarzystw Spółdzielczych, do którego władz należał do 1939. W czasach studenckich należał do Związku Młodzieży Polskiej „Zet”, od 1910 - do Ligi Narodowej, a także do Stronnictwa Narodowo-Demokratycznego. podczas wojny rosyjsko-japońskiej służył jako lekarz wojskowy na Krymie. 
W okresie I wojny światowej działał w Komitecie Obywatelskim Miasta Stołecznego Warszawy i Radzie Głównej Opiekuńczej. Po odzyskaniu przez Polskę niepodległości został wybrany do Sejmu Ustawodawczego z listy Komitetu Wyborczego Włościan Bezpartyjnych w okręgu nr 31 (Piotrków). Należał do klubu Związku Sejmowego Ludowo-Narodowego. Brał udział w pracach Komisji Skarbowo-Budżetowej i Spółdzielczej. Jako poseł był orędownikiem nadania polskiej walucie nazwy "złoty". W latach 20. był członkiem zarządu Banku Towarzystw Współdzielczych. Opublikował Poradnik dla towarzystw drobnego kredytu nakładem członków zarządu Banku Towarzystw Spółdzielczych (Warszawa 1912), O potrzebie organizacji kapitału w Polsce; Projekt ustawy o spółdzielniach (Bank Towarzystw Spółdzielczych, Warszawa 1925). Współpracował z „Nowinami Lekarskimi”.
Był mężem Zofii z domu Kowerskiej (córki pisarki i krytyczki literackiej Zofii Kowerskiej). Spoczywa na cmentarzu Powązkowskim w Warszawie (kwatera 226-1-28/29).

## Odznaczenia
- Krzyż Komandorski Orderu Odrodzenia Polski (2 maja 1924)[3][7]
- Krzyż Niepodległości (9 listopada 1932)[8]